# Yttrocrasite-(Y)
L'yttrocrasite-(Y) è un minerale appartenente al gruppo dell'euxenite.